# ایهور کوتیپوف
ایهور کوتیپوف (روسی: Игорь Николаевич Кутепов؛ زادهٔ ۱۷ دسامبر ۱۹۶۵) بازیکن فوتبال اهل اوکراین است.
از باشگاه‌هایی که در آن بازی کرده‌است می‌توان به باشگاه فوتبال زسکا مسکو، باشگاه فوتبال متالیست خارکوف، باشگاه فوتبال تیومن، باشگاه فوتبال روستوف، و باشگاه فوتبال دینامو کی‌یف اشاره کرد.
وی همچنین در تیم ملی فوتبال اوکراین بازی کرده‌است.